# Kasacijski sud
Kasacijski sud (od lat. cassare, poništiti) pravni je pojam koji se u nekim zemljama, primjerice u Italiji i Francuskoj, kao i nekada u Hrvatskoj, odnosi na najviši sud te zemlje, koji pazi na pravilnu primjenu zakona. Drugim riječima, to je sud koji rješava žalbe na rad nižih sudova. Blizak je pojmu kasacija. 
Kasacijski sud je najčešće treća instanca u sudskom postupku. Pokreće postupak preispitivanja sudske presude na zahtjev nezadovoljne stranke. Postoje dva tipa kasacijskog postupka: francuski, u kojem se pobijana presuda može samo ukinuti (kasirati), i germansko-nordijski, u kojem kasacijski sud može presudu nižeg suda preinačiti.
U Hrvatskoj je kasacijski sud, tzv. Stol sedmorice, bio osnovan 1862. godine, zaslugom budućeg bana Ivana Mažuranića. Ostao je najviša sudska instanca i u doba prve Jugoslavije.

## Vanjske poveznice
- Hrvatski državni arhiv - fondovi i zbirke - pravosuđe  Arhivirana inačica izvorne stranice od 18. srpnja 2006. (Wayback Machine)
- Vrhovni Sud Republike Hrvatske